# 约瑟夫·瑞安
约瑟夫·瑞安（英語：Joseph Ryan，1879年11月23日—1972年4月30日），美国男子赛艇运动员。他曾代表美国参加1904年夏季奥林匹克运动会赛艇比赛，获得男子双人单桨无舵手金牌。